# Alfred Polizzi
Alfred „The Owl“ Polizzi (* 15. März 1900 in Siculiana, Sizilien; † 26. Mai 1975) war ein US-amerikanischer Mobster in Ohio, Cleveland und galt von 1936 bis 1944 als Oberhaupt der Cleveland-Familie, eines kleineren Clans innerhalb der La Cosa Nostra.

## Leben
Noch im Jahr seiner Geburt 1900 emigrierte die Familie nach New York City. Während der 1920er und 1930er Jahre war der junge Polizzi bereits im kriminellen Umfeld seines Bruders Joseph Polizzi tätig, zu dem u. a. Antonio Milano und Moe Dalitz gehörten.
Gute Verbindungen existierten auch zu Kosher Nostras, da der Bruder Charles Polizzi (geboren als Leo Berkowitz) adoptiert und ursprünglich jüdischer Abstammung gewesen war.
Aus der Ehe mit Philomena Valentino gingen drei Kinder hervor: Joanne, Raymond und Nicholas. In seiner Strafakte finden sich Verhaftungen wegen Raub, Verstoß gegen das Prohibitionsgesetz, Steuerhinterziehung und wegen diverser Mordverdächtigungen.
1935 beherrschte Polizzi das organisierte Verbrechen in Cleveland und wurde nach der Ermordung von Joseph Romano Oberhaupt der sogenannten Cleveland-Familie.
Zusammen mit Moe Dalitz sicherte er der Familie ihren Anteil in Las Vegas, indem er Wilbur Clark die Fertigstellung des Desert Inn ermöglichte, welches dieser dann 1950 eröffnen konnte. Darüber hinaus kontrollierte der Clan viele Spielkasinos in Ohio und Kentucky.
1944 wurde Polizzi wegen Steuerhinterziehung angeklagt und bekannte sich schuldig, was seine Haftstrafe auf ein Jahr begrenzte. Er zog nach seiner Haft nach Coral Gables in Florida. Trotzdem soll er weiterhin einen immensen Einfluss auf seinen alten Wirkungskreise gehabt haben. In Florida zog Polizzi Gewinne aus illegalem Glücksspiel und dem Drogenhandel, während er offiziell als Investor und Projektplaner im Immobilien- und Baubereich auftrat.
Im Mai 1975 starb Alfred Polizzi eines natürlichen Todes.